# Augyles nebulosus
Augyles nebulosus là một loài bọ cánh cứng trong họ Heteroceridae. Loài này được Kuwert miêu tả khoa học đầu tiên năm 1890.